# Hotel California
«Hotel California» és el cinquè àlbum d'estudi de la banda nord-americana Eagles gravat a Los Angeles l'octubre de 1976 i publicat el desembre del mateix any. És un dels àlbums més venuts de tots els temps amb ventes superiors a 32 milions de còpies a tot el món. Durà 107 setmanes en el recompte d'àlbums de Billboard 200. L'àlbum va guanyar dos premis Grammy.

## Tema
La primera cançó que presenta l'àlbum és "Hotel California" la qual esdevingué el tema principal de l'àlbum. Don Henley —integrant del grup— va comentar sobre els temes de les cançons de l'àlbum:
| « | Són els mateixos temes que recorren tot el nostre treball: la pèrdua de la innocència, el cost de la ingenuïtat, els perills de la fama, l'excés; exploració de la subtilesa fosca del somni americà, l'idealisme realitzat i l'idealisme frustrat, la il·lusió versus la realitat, les dificultats d'equilibrar les relacions amoroses i el treball, intentant enquadrar la relació conflictiva entre el negoci i l'art; la corrupció en la política, la desaparició del so dels anys seixanta de "pau, amor i comprensió. | » |

Sobre el títol "Hotel California", Henley digué que «la paraula 'Califòrnia' comporta tota mena de connotacions, poderoses imatges, etc., que dispara la imaginació de la gent en tots els racons del món. Mitologia integrada que ve juntament amb aquesta paraula, una mitologia cultural nord-americana que ha estat creada tant per la indústria cinematogràfica com per la música». En una entrevista amb la revista holandesa 'ZigZag' poc abans de la publicació de l'àlbum, afegí:
| « | Aquest és un àlbum conceptual, no hi ha manera d'ocultar-lo, però no està configurat en el vell Oest, el vaquer, ja ho sabeu. És més urbà aquesta vegada […] És el nostre any bicentenari, ja ho sabeu, el país té 200 anys d'antiguitat, per la qual cosa ens vam adonar, ja que som les Àguiles ("the Eagles") i l'Àguila és el nostre símbol nacional, que teníem l'obligació de fer alguna cosa per la declaració bicentenària usant Califòrnia com un microcosmos de tots els Estats Units, o del món sencer, si ho voleu, i intentar despertar a la gent i dir "hem estat bé fins ara, durant 200 anys, però canviem si tenim la intenció de continuar per aquí". | » |

## Guardons
Nominacions
- 1978: Grammy a l'àlbum de l'any